# Cycnidolon immaculatum
Cycnidolon immaculatum är en skalbaggsart som beskrevs av Maria Helena M. Galileo och Martins 2004. Cycnidolon immaculatum ingår i släktet Cycnidolon och familjen långhorningar. Inga underarter finns listade i Catalogue of Life.